# Broût-Vernet
Broût-Vernet is een gemeente in het Franse departement Allier (regio Auvergne-Rhône-Alpes). De plaats maakt deel uit van het arrondissement Vichy. Broût-Vernet telde op 1 januari 2022 1.209 inwoners.

## Geografie
De oppervlakte van Broût-Vernet bedroeg op 1 januari 2022 31,71 vierkante kilometer; de bevolkingsdichtheid was toen 38,1 inwoners per km².
De onderstaande kaart toont de ligging van Broût-Vernet met de belangrijkste infrastructuur en aangrenzende gemeenten.

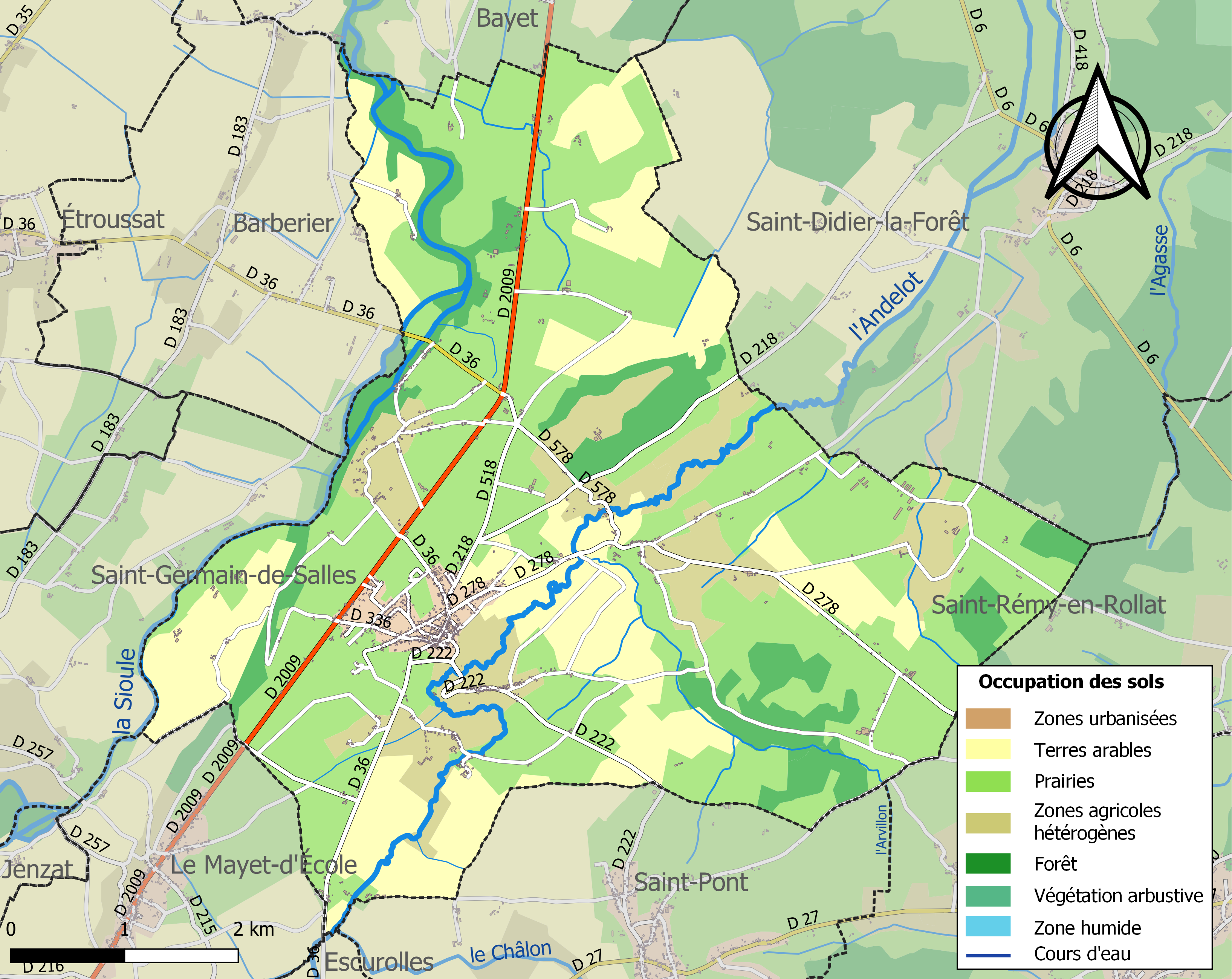

## Demografie
Onderstaande figuur toont het verloop van het inwonertal (bron: INSEE-tellingen).
Vanwege een beveiligingsprobleem met de MediaWiki Graph-software is het momenteel niet mogelijk deze grafiek weer te geven. Zodra de software is bijgewerkt zal de grafiek vanzelf weer zichtbaar worden.

## Erfgoed

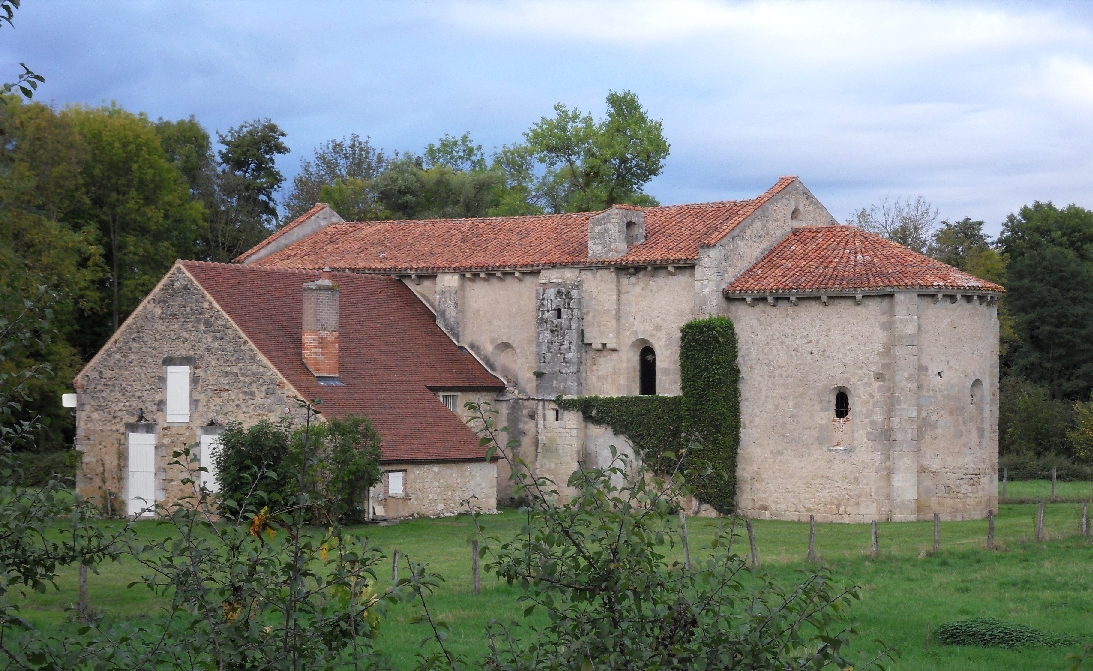
Priorij van Aubeterre

De kerk Saint-Mazeran was de dorpskerk van Broût. Ze werd gebouwd in de 11e en 12e eeuw. De kapel Sainte-Pétronille van de priorij van Aubeterre is in 1977 beschermd als historisch monument.